# Liste der dominantesten Berge in Deutschland
Diese Liste der dominantesten Berge in Deutschland zeigt alle Erhebungen in Deutschland mit einer topographischen Dominanz von mindestens 60 Kilometern.

## Liste
| #           | Name            | Gebirge                                      | Bundesland             | Höhe     | Dominanz                | Dominanz- Bezugsberg          | Bild |
| ----------- | --------------- | -------------------------------------------- | ---------------------- | -------- | ----------------------- | ----------------------------- | ---- |
| 01          | Brocken         | Harz                                         | Sachsen-Anhalt         | 1141,2 m | 223,2 km / 223,1 km (a) | Fichtelberg                   |      |
| 02          | Großer Arber    | Bayerischer Wald                             | Bayern                 | 1455,5 m | 146,5 km                | Hochleckenkogel               |      |
| 03          | Bungsberg       | Holsteinische Schweiz                        | Schleswig-Holstein     | 0167,4 m | 127,0 km                | Wilseder Berg                 |      |
| 04          | Helpter Berge   | Rückland der Mecklenburger Seenplatte        | Mecklenburg-Vorpommern | 0179,2 m | 124,9 km                | Głowacz (deutsch: Kleistberg) |      |
| 05          | Langenberg      | Rothaargebirge                               | Nordrhein-Westfalen    | 0843,2 m | 116 km                  | Großer Feldberg               |      |
| 06          | Ruhner Berge    | Nordbrandenburgisches Platten- und Hügelland | Mecklenburg-Vorpommern | 0176,8 m | 115,3 km                | Helpter Berge                 |      |
| 07          | Erbeskopf       | Hunsrück                                     | Rheinland-Pfalz        | 0816,3 m | 111,6 km                | Kleiner Feldberg              |      |
| 08          | Piekberg        | Rügen                                        | Mecklenburg-Vorpommern | 0161,1 m | 109,4 km                | Rytterknægten                 |      |
| 09          | Großer Beerberg | Thüringer Wald                               | Thüringen              | 0982,9 m | 103,3 km / 103,0 km (b) | Schneeberg / Ochsenkopf (c)   |      |
| 10          | Großer Feldberg | Taunus                                       | Hessen                 | 0879 m   | 101,5 km                | Dammersfeldkuppe              |      |
| 11          | Feldberg        | Schwarzwald                                  | Baden-Württemberg      | 1493 m   | 97,3 km                 | Rossberg                      |      |
| 12          | Wilseder Berg   | Lüneburger Heide                             | Niedersachsen          | 0169,2 m | 94,8 km                 | Benther Berg                  |      |
| 13          | Pinneberg       | Helgoländer Oberland                         | Schleswig-Holstein     | 0061,3 m | 87,9 km                 | Riesewohld                    |      |
| 14          | Schneeberg      | Fichtelgebirge                               | Bayern                 | 1051 m   | 80,5 km                 | Nad Ryžovnou                  |      |
| 15 / 16 (d) | Hagelberg       | Fläming                                      | Brandenburg            | 0200,3 m | 71,5 km                 | Petersberg                    |      |
| 16 / 15 (d) | Katzenbuckel    | Odenwald                                     | Baden-Württemberg      | 0626,8 m | 71,5 km                 | Kalmit                        |      |
| 17          | Hohe Acht       | Eifel                                        | Rheinland-Pfalz        | 0746,9 m | 62,9 km                 | An den zwei Steinen           |      |
| 18          | Hohe Burg       | Rückland der Mecklenburger Seenplatte        | Mecklenburg-Vorpommern | 0147,4 m | 62,5 km                 | Ruhner Berge                  |      |